# ماريو أوتشوا
ماريو أوتشوا (بالإسبانية: Mario Ochoa)‏ (7 نوفمبر 1927 بالمكسيك - ) هو لاعب كرة قدم مكسيكي في مركز الوسط، شارك في كأس العالم 1954 وكأس العالم 1950. وشارك مع منتخب المكسيك لكرة القدم. أما مع النوادي، فقد لعب مع ديبورتيفو مارتي ونادي أمريكا.

## وصلات خارجية
- ماريو أوتشوا على موقع الاتحاد الدولي (مؤرشف)  (الإنجليزية)
- ماريو أوتشوا على موقع قاعدة بيانات كرة القدم.إي يو (الإنجليزية)
- ماريو أوتشوا على موقع ناشيونال فوتبول تيمز (الإنجليزية)
- ماريو أوتشوا على موقع Soccerway.com (الإنجليزية)
- ماريو أوتشوا على موقع عالم كرة القدم.نت (الإنجليزية)